# Aéroport de Kaunas
L'aéroport de Kaunas (en lituanien : Kauno tarptautinis Oro Uostas), (code IATA : KUN • code OACI : EYKA) est un aéroport situé à Karmėlava, à 15 km au nord de la ville de Kaunas, en Lituanie. Il est essentiellement utilisé pour les vols internationaux et pour des vols cargo. C’est le deuxième aéroport lituanien après celui de Vilnius. 
En 2007, l'aéroport de Kaunas a vu transiter 390 881 passagers ; Ryanair est la principale compagnie desservant l'aéroport.

## Situation
| Vilnius Šiauliai Palanga Kaunas |

## Statistiques
Pour des raisons techniques, il est temporairement impossible d'afficher le graphique qui aurait dû être présenté ici.

Voir la requête brute et les sources sur Wikidata.

### Zoom sur l'impact du covid de 2019-2020
Pour des raisons techniques, il est temporairement impossible d'afficher le graphique qui aurait dû être présenté ici.

Voir la requête brute et les sources sur Wikidata.

## Compagnies et destinations

### Passagers
| Compagnies | Destinations |
| ---------- | --- |
| Ryanair    | - Aalborg, - Alicante-Elche, - Bari-Karol Wojtyła, - Bratislava-M. R. Štefánik, - Bristol, - Charleroi Bruxelles-Sud, - Cologne/Bonn-K. Adenauer, - Copenhague-Kastrup, - Dublin, - Göteborg, - Liverpool-J.-Lennon, - Londres-Luton, - Londres-Stansted, - Madrid-Barajas, - Malaga-Costa del Sol, - Paphos, - Shannon, - Stockholm-Arlanda En saison : - Bourgas, - Eilat-Ramon, - Naples-Capodichino, - Palma de Majorque, - Rimini, - Rhodes-Diagoras, - Varsovie-Modlin (Mazovie) |
| Wizz Air   | Ålesund, Bergen, Londres-Luton, Stavanger |

Édité le 18/03/2020  Actualisé le 22/02/2023

### Cargo
| Compagnies       | Destinations    |
| ---------------- | --------------- |
| SprintAir        | Varsovie-Chopin |
| Transaviabaltika | Minsk-National  |

## Transports
Pour Kaunas

Bus No 29 (Aéroport de Kaunas (Karmėlava) – Av. Savanorių – La gare). Un ticket 2 Lt 

Un micro-bus No. 120 (Aéroport de Kaunas (Karmelava) - Av. Savanoriu - Château de Kaunas).

Bus grandes lignes pour la gare routière de Kaunas au prix de 3 Lt. À noter que tous les bus partant du quai 2 de la gare routière passent par l'aéroport .

Pour Vilnius

Navette de JSC Aurakom Bus (Aéroport de Kaunas (Karmelava) - La gare de Vilnius). Un billet - 45 Lt (13 Eur), achat sur le site internet - 35 Lt (10 Eur)
Pour Klaipeda

Navette de JSC Aurakom Bus (Aéroport de Kaunas (Karmelava) - Centro comercial Akropolis). Un billet - 59 Lt (17 Eur)
Pour Riga (Lettonie) flyBus 

Aéroport de Kaunas - Riga Centre. Un billet - 20 Euro. Info - www.flybus.lv